# Oday Aboushi
Oday Aboushi (nacido el 5 de junio de 1991) es un jugador de fútbol americano que juega de guard para los Detroit Lions de la National Football League (NFL). Jugó en las ligas universitarias para la Universidad de Virginia y fue seleccionado por los New York Jets en la quinta ronda del draft de 2013. También ha jugado para los Houston Texans, los Seattle Seahawks, los Oakland Raiders y los Arizona Cardinals.

## Primeros años
Aboushi nació en Brooklyn (Nueva York) el 5 de junio de 1991.  Fue al Xaverian High School de Brooklyn, en el que pasó a formar parte de los Xaverian Clippers, el equipo de fútbol americano del instituto.

## Carrera universitaria
Aboushi estudió en la Universidad de Virginia, en la que jugó para los Virginia Cavaliers entre 2009 y 2012. Durante su etapa universitaria, comenzó de titular todos los partidos de sus últimas tres temporadas, lo que se tradujo en un puesto en el equipo inicial en 37 de los 43 partidos que disputó. En su último año de universidad, en 2012, fue elegido para el primer equipo de la selección de la Atlantic Coast Conference.

## Carrera profesional

### New York Nets
Los New York Jets eligieron a Aboushi en la quinta ronda del draft de 2013, en el 141.er puesto de dicha elección, lo que hizo de él el primer jugador palestino-estadounidense en la historia de la NFL. El 10 de mayo de 2013, Aboushi firmó con los Jets un contrato de cuatro años de rookie cuyos detalles económicos no fueron desvelados. Aboushi jugó en los 4 partidos de pretemporada de 2013, si bien no llegó a jugar en la temporada regular. En 2014, Aboushi fue titular en 10 partidos (entre la semana 7 y la semana 17), incluyendo su debut como titular en la posición de guard izquierdo en un partido del Thursday Night Football contra los New England Patriots. Aboushi quedó desvinculado de los Jets el 15 de septiembre de 2015.

### Houston Texans
El 16 de septiembre de 2015, los Houston Texans firmaron a Aboushi de la lista de jugadores en los waivers, un sistema que permite a cualquier equipo contratar a un jugador cesado por otro equipo siempre que se le mantenga el contrato. El entrenador de la línea ofensiva de los Texans, Mike Devlin, había sido también entrenador de posiciones de Aboushi en los Jets.

### Seattle Seahawks
El 17 de marzo de 2017, Aboushi firmó con los Seattle Seahawks. Jugó ocho partidos de titular como guard derecho antes de sufrir una lesión de hombro en la semana 15. Los Seahawks lo colocaron en la lista de lesionados el 13 de diciembre de 2017.

### Oakland Raiders
El 28 de julio de 2018, Aboushi firmó con los Oakland Raiders, equipo en el que se reencontró con su anterior entrenador de línea ofensiva, Tom Cable. El 1 de septiembre de 2018, los Seahawks dieron por terminado el contrato de Aboushi.

### Arizona Cardinals
El 23 de octubre de 2018, Aboushi firmó con los Arizona Cardinals.

### Detroit Lions
El 14 de marzo de 2019, Aboushi firmó un contrato de un año por dos millones de dólares con los Detroit Lions.
El 27 de marzo de 2020, Aboushi y los Lions firmaron una extensión de su contrato. Los Lions liberaron a Aboushi en los recortes finales de plantilla del 5 de septiembre de 2020, pero lo volvieron a contratar al día siguiente.

## Vida personal
Aboushi es el noveno de diez hermanos nacidos de padres palestinos que emigraron a Staten Island (Nueva York) desde Beit Hanina, un barrio palestino de Jerusalén Este. Una de sus hermanas es cirujana, otra es enfermera y una tercera trabaja para ayudar a personas desfavorecidas, mientras que su hermano es médico residente. Aboushi habla inglés y árabe.
Aboushi es uno de los pocos jugadores de la NFL que son musulmanes practicantes. Durante el ramadán, que todos los años que estuvo estudiando en la Universidad de Virginia coincidió con los campus de entrenamiento, Aboushi ayunaba desde el amanecer hasta el anochecer.
En 2009, Aboushi visitó Cisjordania, una de las regiones palestinas, y pudo comprobar con sus propios ojos "lo que es estar de vuelta en Palestina con su situación actual, con la ocupación de Israel". También se quejó de que "los medios de comunicación no muestran eso y continúan mirando hacia otro lado con respecto al maltrato del pueblo palestino".
Mientras aún estudiaba en la Universidad de Virginia, fue uno de los atletas musulmanes reconocidos por la Secretaria de Estado de los Estados Unidos, Hillary Clinton, durante la fiesta de Eid al-Fitr de 2011. Es también uno de los primeros jugadores palestinos de la NFL.
El 12 de julio de 2013, la Liga Antidifamación publicó una nota de prensa en la que defendía a Aboushi después de que un artículo que circulaba online afirmase que era un extremista musulmán. La Liga Antidifamación defendió el derecho de Aboushi a mostrar su "orgullo por sus orígenes palestinos" y recalcó que defender a los palestinos no tiene nada que ver con ser antisemita o con ser un extremista musulmán.
En 2014 y 2015, Aboushi viajó a Sudán con la Asociación Médica Islámica de Norteamérica (IMANA en sus siglas inglesas) para ayudar a tratar a pacientes de labios leporinos y paladares hendidos en esta empobrecida nación del Este de África. Durante su colaboración con el equipo SaveSmile del IMANA, Aboushi ayudó a realizar la cirugía que ajusta los músculos y conecta los tejidos que permiten que se formen labios completos en lugar de los labios leporinos.
En 2020, durante la crisis del COVID-19, Aboushi donó más de 15 toneladas de comida al barrio de Harlem de su ciudad natal, Nueva York, y ayudó a distribuirla por centros de acogida de personas sin hogar. Ese mismo año, Aboushi declaró a Associated Press su disposición a utilizar su posición como figura mediática para ayudar a difundir las reclamaciones del pueblo palestino, que comparó con las de la comunidad afroamericana en los Estados Unidos: "Todos estamos luchando por lo mismo. Los palestinos están experimentando una situación muy parecida a la que tenemos aquí con los afroamericanos por la manera en la que son tratados, con una opresión sistemática".